# Pedro Álvares Cabral
Pedro Álvares Cabral, rojen kot Pedro Álvares de Gouveia; ok. 1468 – ok. 1520) je bil portugalski plemič, vojaški poveljnik, navigator in raziskovalec, ki je veljal za Evropejca, odkritelja Brazilije. Bil je prvi človek v zgodovini, ki je bil kdaj koli na štirih celinah in jih je vse združil v svojem znamenitem potovanju leta 1500, kjer je izvedel tudi prvo obsežno raziskovanje severovzhodne obale Južne Amerike in jo prevzel za Portugalsko. Medtem ko podrobnosti o Cabralovem zgodnjem življenju ostajajo nejasne, je znano, da je prihajal iz manjše plemiške družine in je prejel dobro izobrazbo. Leta 1500 je bil imenovan za vodjo odprave v Indijo, ki je sledila novo odprti poti Vasca da Game okoli Afrike. Cilj podviga je bil vrniti se z dragocenimi začimbami in vzpostaviti trgovinske odnose v Indiji – obiti monopol nad trgovino z začimbami, ki je bil takrat v rokah arabskih, turških in italijanskih trgovcev. Čeprav je prejšnja odprava Vasca da Game v Indijo na njeni pomorski poti zabeležila znake kopnega zahodno od južnega Atlantskega oceana (leta 1497), je Cabral vodil prvo znano odpravo, ki se je dotaknila štirih celin: Evrope, Afrike, Amerike in Azije.
Njegova flota 13 ladij je odplula daleč v zahodni Atlantski ocean, morda namerno, in pristala (aprila 1500) na otoku, za katerega je sprva domneval, da je velik. Ker je bila nova dežela v skladu s pogodbo iz Tordesillasa iz leta 1494 znotraj portugalske sfere, jo je Cabral zahteval za portugalsko krono. Raziskal je obalo in ugotovil, da je velika kopenska masa verjetno celina in poslal ladjo, da obvesti kralja Manuela I. o novem ozemlju. Celina je bila Južna Amerika in dežela, ki jo je zahteval za Portugalsko, je kasneje postala znana kot Brazilija. Flota se je ponovno pripravila in nato obrnila proti vzhodu, da bi nadaljevala pot proti Indiji.
Nevihta v južnem Atlantiku je povzročila izgubo več ladij, šest preostalih ladij pa se je na koncu srečalo v Mozambiškem prelivu, preden je nadaljevalo pot v Calicut (sodobni Kozhikode) v Indiji. Cabral je bil prvotno uspešen pri pogajanjih o trgovskih pravicah, vendar so arabski trgovci v portugalskem podvigu videli grožnjo svojemu monopolu in spodbudili napad tako muslimanov kot hindujcev na portugalsko trgovsko postajo. Portugalci so utrpeli veliko žrtev in njihovi objekti so bili uničeni. Cabral se je maščeval tako, da je oropal in zažgal arabsko floto ter nato bombardiral mesto v maščevanju, ker njegov vladar ni pojasnil nepričakovanega napada. Iz Calicuta je ekspedicija odplula v kraljestvo Kočin (sodobni Koči, Indija), drugo indijsko mestno državo, kjer se je Cabral spoprijateljil z njenim vladarjem in natovoril svoje ladje z zaželenimi začimbami, preden se je vrnil v Evropo. Kljub izgubi človeških življenj in ladij je bilo Cabralovo potovanje po njegovi vrnitvi na Portugalsko ocenjeno kot uspešno. Izredni dobički, ki izhajajo iz prodaje začimb, so okrepili finance portugalske krone in pomagali postaviti temelje Portugalskega imperija, ki se bo raztezalo od Amerike do Daljnega vzhoda.
Cabral je bil kasneje spregledan, verjetno zaradi sporoma z Manuelom I., ko je bila sestavljena nova flota, da bi vzpostavila močnejšo prisotnost v Indiji. Ko je izgubil naklonjenost kralja, se je umaknil v zasebno življenje, o katerem je ohranjenih le malo zapisov. Njegovi dosežki so za več kot 300 let večinoma zdrsnili v pozabo. Desetletja po neodvisnosti Brazilije od Portugalske v 19. stoletju je Cabralov ugled začel obnavljati brazilski cesar Peter II. Zgodovinarji se že dolgo prepirajo ali je bil Cabral brazilski odkritelj in ali je bilo odkritje naključno ali namerno. Prvo vprašanje je bilo razrešeno z ugotovitvijo, da so bila redka bežna srečanja raziskovalcev pred njim takrat komaj opazna in niso nič prispevala k prihodnjemu razvoju in zgodovini dežele, ki bo postala Brazilija, edina portugalsko govoreča država v Amerikah. O drugem vprašanju ni bilo dokončnega soglasja in hipoteza o namernem odkritju nima trdnih dokazov. Čeprav so ga zasenčili sodobni raziskovalci, zgodovinarji menijo, da je Cabral glavna osebnost dobe odkritij.

## Zgodnje življenje
Malo je gotovega o življenju Pedra Álvaresa Cabrala pred ali po njegovem potovanju, ki je vodilo do odkritja Brazilije. Rodil se je leta 1467 ali 1468 – zgodnejša letnica je bolj verjetna – v Belmonteju, približno 30 kilometrov od današnjega mesta Covilhã v osrednji Portugalski. Bil je sin Fernãa Álvaresa Cabrala in Isabel Gouveia - enega od petih fantov in šestih deklet v družini. Cabral je bil krščen kot Pedro Álvares de Gouveia in je šele kasneje, domnevno po smrti svojega starejšega brata leta 1503, začel uporabljati očetov priimek. Grb njegove družine je vseboval dve škrlatni kozi na srebrnem polju. Vijolična je predstavljala zvestobo, koze pa so izpeljane iz priimka (cabral . koze). Vendar je bil le njegov starejši brat upravičen do uporabe družinskega grba.
Družinsko izročilo pravi, da so bili Cabrais potomci Karana, legendarnega prvega kralja Makedonije. Caranus je bil nato domnevni potomec 7. generacije polboga Herkula. Mite na stran, zgodovinar James McClymont verjame, da bi lahko druga družinska zgodba vsebovala namige o resničnem izvoru Cabralove družine. Po tem izročilu Cabrai izhajajo iz kastiljskega klana z imenom Cabreiras (cabra je špansko [in portugalsko] za kozo), ki je nosil podoben grb. Družina Cabral je postala pomembna v 14. stoletju. Álvaro Gil Cabral (Cabralov prapraded in obmejni vojaški poveljnik) je bil eden redkih portugalskih plemičev, ki je med vojno proti kastiljskemu kralju ostal zvest portugalskemu kralju Domu Ivanu I. Kot nagrado je Ivan I. podelil Álvaru Gilu dedno fevd Belmonte.
Vzgojen kot pripadnik nižjega plemstva je bil Cabral leta 1479 pri približno 12 letih poslan na dvor kralja Dom Alfonza V.. Dobil je humanistično izobrazbo ter se naučil nositi orožje in se boriti.  30. junija 1484 bi bil star približno 17 let, ko ga je kralj Ivan II. Portugalski poimenoval moço fidalgo (mladi plemič; manjši naziv, ki so ga takrat običajno podelili mladim plemičem). Zapisi o njegovih dejanjih pred letom 1500 so zelo razdrobljeni, toda Cabral je morda deloval v Severni Afriki, tako kot njegovi predniki in kot so običajno počeli drugi mladi plemiči njegovega časa. Kralj Dom Manuel I. Portugalski, ki je nastopil na prestolu dve leti pred tem, mu je 12. aprila 1497 podelil letno nadomestilo v vrednosti 30.000 realov. Hkrati je v kraljevem svetu prejel naziv Fidalgo (plemič) in bil imenovan za viteza Kristusovega reda. Ni sodobne slike ali podrobnega fizičnega opisa Cabrala. Znano je, da je bil močne postave in se je ujemal z očetovo višino 190 cm. Cabralov značaj je bil opisan kot dobro učen, vljuden, preudaren, radodaren, strpen do sovražnikov, ponižen, a tudi nečimrn in preveč zaskrbljen zaradi spoštovanja, za katerega je menil, da ga zahtevata njegova čast in položaj.

## Odkritje Brazilije

### Glavni poveljnik flote
15. februarja 1500 je bil Cabral imenovan za Capitão-mor (dobesedno major-kapitan ali glavni poveljnik) flote, ki je plula proti Indiji. Takrat je bila navada, da je portugalska krona imenovala plemiče v mornariška in vojaška poveljstva, ne glede na izkušnje ali strokovno usposobljenost. To je veljalo za kapitane ladij pod Cabralovim poveljstvom - večina je bila plemičev, kot je on sam. Praksa je imela očitne pasti, saj je bilo oblast tako enostavno prenesti na zelo nesposobne in neprimerne ljudi kot nadarjene voditelje, kot sta Afonso de Albuquerque ali Dom João de Castro.
Ohranilo se je malo podrobnosti o merilih, ki jih je uporabila portugalska vlada pri izbiri Cabrala za vodjo indijske odprave. V kraljevem odloku o njegovem imenovanju za vrhovnega poveljnika so navedeni edini razlogi zasluge in usluge. Nič več ni znanega o teh kvalifikacijah. Zgodovinar William Greenlee je trdil, da ga je kralj Manuel I. »nedvomno dobro poznal na dvoru«. Da so bili skupaj z »ugledom družine Cabral, njihova nedvomna zvestoba kroni, Cabralov osebni videz in sposobnosti, ki jih je pokazal na dvoru in v svetu, pomembni dejavniki«. V njegovo korist je bil morda tudi vpliv dveh njegovih bratov, ki sta sedela v kraljevem svetu. Glede na politične spletke, prisotne na dvoru, je bil Cabral morda del frakcije, ki je pospeševala njegovo imenovanje. Zgodovinar Malyn Newitt se strinja z nekakšnim skritim manevriranjem in je dejal, da je bila izbira Cabrala »namerni poskus uravnoteženja interesov rivalskih frakcij plemiških družin, saj se zdi, da nima nobene druge kakovosti, ki bi ga lahko priporočila in nobenih znanih izkušenj pri poveljevanju večjih ekspedicij.«
Cabral je postal vojaški poveljnik, medtem ko so bili veliko bolj izkušeni navigatorji dodeljeni ekspediciji, da bi mu pomagali pri pomorskih zadevah. Najpomembnejši med njimi so bili Bartolomeu Dias, Diogo Dias in Nicolau Coelho. Skupaj z drugimi kapitani je poveljevali 13 ladjam in 1500 možem. Od tega kontingenta je bilo 700 vojakov, čeprav je bila večina navadnih prebivalcev, ki niso bili usposobljeni ali predhodnih izkušenj v boju.
Flota je imela dve diviziji. Prva divizija je bila sestavljena iz devetih nausov (karak) in dveh okroglih karavel in je bila namenjena v Calicut v Indiji s ciljem vzpostavitve trgovinskih odnosov in tovarne. Druga divizija, sestavljena iz enega nau in ene karavele, je odplula proti pristanišču Sofala v današnjem Mozambiku. V zameno za vodenje flote je bil Cabral upravičen do 10.000 cruzadov (stara portugalska valuta, ki ustreza približno 35 kg zlata) in pravico do nakupa 30 ton popra na lastne stroške za prevoz nazaj v Evropo. Poper je bilo nato mogoče preprodati, neobdavčeno, portugalski kroni. Prav tako mu je bilo dovoljeno brez dajatev uvoziti 10 škatel katere koli druge vrste začimb. Čeprav je bilo potovanje izjemno nevarno, je imel Cabral možnost, da postane zelo bogat človek, če se s tovorom varno vrne na Portugalsko. Začimbe so bile takrat v Evropi redke in zelo iskane.
Zgodnejša flota je bila prva, ki je dosegla Indijo tako, da je obšla Afriko. To odpravo je vodil Vasco da Gama in se je vrnila na Portugalsko leta 1499. Portugalska je desetletja iskala alternativno pot proti vzhodu, da bi zaobšla Sredozemsko morje, ki je bilo pod nadzorom italijanskih pomorskih republik in Osmanskega cesarstva. Portugalski ekspanzionizem je najprej vodil do poti v Indijo, kasneje pa do svetovne kolonizacije. Želja po širjenju katoliškega krščanstva v poganske dežele je bila še en dejavnik, ki je spodbudil raziskovanje. Obstajala je tudi dolga tradicija potiskanja muslimanov, ki je izhajala iz boja Portugalske za državo proti Mavrom. Boj se je najprej razširil na severno Afriko in sčasoma na Indijsko podcelino. Dodatna ambicija, ki je spodbudila raziskovalce, je bilo iskanje mitskega prezbiterja Ivana – močnega krščanskega kralja, s katerim bi lahko sklenili zavezništvo proti islamu. Nazadnje si je portugalska krona prizadevala za delež v donosni zahodnoafriški trgovini s sužnji in zlatom ter indijski trgovini z začimbami.

### Odhod in prihod v novo deželo
Ladjevje pod poveljstvom 32-letnega Cabrala je odplulo iz Lizbone 9. marca 1500 opoldne. Prejšnji dan so ga javno pospremili, kar je vključevalo mašo in slavja, ki so se jih udeležili kralj, njegov dvor in ogromna množica. Zjutraj 14. marca je flota obplula Gran Canario na Kanarskih otokih. Plula je naprej do Zelenortskih otokov, portugalske kolonije na zahodnoafriški obali, ki jo je dosegla 22. marca. Naslednji dan je nau, ki mu je poveljeval Vasco de Ataíde s 150 možmi, izginil brez sledu. Flota je 9. aprila prečkala ekvator in odplula proti zahodu, kolikor je bilo mogoče od afriške celine, v tako imenovani navigacijski tehniki volta do mar (dobesedno 'obrat morja'). Morske alge so opazili 21. aprila, zaradi česar so mornarji mislili, da se bližajo obali. Dokazali so se za pravilne naslednje popoldne, v sredo, 22. aprila 1500, ko se je flota zasidrala blizu tega, kar je Cabral krstil za Monte Pascoal ('Velikonočna gora', to je bil teden velike noči). Mesto je na severovzhodni obali današnje Brazilije.
Portugalci so odkrili prebivalce na obali in vsi kapitani ladij so se 23. aprila zbrali na Cabralovi vodilni ladji. Cabral je ukazal Nicolauju Coelhu, kapitanu, ki je imel izkušnje s potovanja Vasca da Game v Indijo, naj gre na obalo in vzpostavi stik. Stopil je na kopno in izmenjal darila z avtohtonimi prebivalci. Ko se je Coelho vrnil, je Cabral floto odpeljal proti severu, kjer se je po 65 kilometrih potovanja vzdolž obale 24. aprila zasidrala v mestu, ki ga je vrhovni poveljnik poimenoval Porto Seguro (Varno pristanišče). Kraj je bil naravno pristanišče in Afonso Lopes (pilot vodilne ladje) je na krov pripeljal dva domorodca, da bi se posvetovala s Cabralom.
Kot v prvem stiku je bilo srečanje prijateljsko in Cabral je domačine obdaril z darili. Prebivalci so bili kamenodobni lovci-nabiralci, ki so jim Evropejci pripisali skupno oznako Indijanci. Moški so zbirali hrano z zalezovanjem divjadi, ribolovom in iskanjem hrane, medtem ko so se ženske ukvarjale z malim kmetijstvom. Razdeljeni so bili v nešteto rivalskih plemen. Pleme, ki ga je srečal Cabral, je bilo Tupiniquim.{sfn|Boxer|2002|pp=98–100}} Nekatere od teh skupin so bile nomadske, druge pa stalno naseljene – poznale so ogenj, ne pa tudi obdelave kovin. Nekaj plemen se je ukvarjalo s kanibalizmom. Ko se je 26. aprila pojavilo vse več radovednih in prijaznih domorodcev, je Cabral ukazal svojim možem, naj v notranjosti države zgradijo oltar, kjer je potekala krščanska maša – prva obhajana na ozemlju, ki je kasneje postalo Brazilija. On je skupaj z ladijskimi posadkami sodeloval.
Naslednje dneve so porabili za kopičenje vode, hrane, lesa in drugih živil. Portugalci so zgradili tudi ogromen — morda 7 metrov dolg — lesen križ. Cabral je ugotovil, da leži nova dežela vzhodno od demarkacijske črte med Portugalsko in Španijo, ki je bila določena v Tordesilljski pogodbi. Ozemlje je bilo tako znotraj sfere, dodeljene Portugalski. Da bi slovesno uveljavili zahtevo Portugalske po zemlji, so postavili lesen križ in 1. maja je potekala druga verska služba. V čast križu je Cabral novo odkrito deželo poimenoval Ilha de Vera Cruz (Otok pravega križa). Naslednji dan se je oskrbovalna ladja pod poveljstvom Gasparja de Lemosa ali Andréja Gonçalvesa (viri nasprotujejo temu, kdo je bil poslan) vrnila na Portugalsko, da bi kralja obvestila o odkritju.

## Potovanje v Indijo

### Tragedija južne Afrike
Ladjevje je nadaljevalo svoje potovanje bodisi 2. bodisi 3. maja 1500 in je plulo vzdolž vzhodne obale Južne Amerike. Cabral je postal prepričan, da je našel celotno celino in ne otok. Okoli 5. maja je flota zavila proti vzhodu proti Afriki. 23. ali 24 maja so naleteli na nevihto v območju visokega zračnega tlaka v južnem Atlantiku, kar je povzročilo izgubo štirih ladij. Natančna lokacija nesreče ni znana – špekulacije segajo od bližine Rta dobrega upanja na južnem koncu afriške celine do »v vidnem polju južnoameriške obale«. Trije nausi in karavela, ki ji je poveljeval Bartolomeu Dias - prvi Evropejec, ki je dosegel Rt dobrega upanja leta 1488 - so padli in 380 mož je bilo izgubljenih.{sfn|Bueno|1998|p=117}}
Preostala plovila so bila ločena zaradi slabega vremena in poškodovane vrvi. Ena ločena ladja, ki ji je poveljeval Diogo Dias, je odtavala naprej sama, ostalih šest ladij pa se je lahko ponovno zbralo. Zbrali so se v dve formaciji, sestavljeni iz treh ladij, in Cabralova skupina je plula proti vzhodu, mimo Rta dobrega upanja. Ko so določili svoj položaj in opazovali kopno, so se obrnili proti severu in pristali nekje v arhipelagu Primeiras in Segundas, ob vzhodni Afriki in severno od Sofale. Glavna flota je ostala v bližini Sofale deset dni na popravilih. Ekspedicija je nato odšla proti severu in 26. maja dosegla Kilwa Kisiwani, kjer je Cabral neuspešno poskušal skleniti pogodbo z njenim kraljem.
Iz Kilwa Kisiwanija je flota odšla v Malindi, ki je bil dosežen 2. avgusta. Cabral se je srečal z njenim kraljem, s katerim je navezal prijateljske odnose in si izmenjal darila. V Malindiju so zaposlili pilote za zadnjo etapo do Indije in flota je izplula. Kopno so dosegli pri Andžadipu, otoku, ki ga obiskujejo ladje, da bi dobile zaloge na poti v Calicut. Tu so bile ladje na obali, ponovno zamašene in pobarvane. Dokončno so bili pripravljeni za srečanje z vladarjem Calicuta.

### Masaker v Calicutu
Ladjevje je zapustilo Andžadip in prispelo v Calicut 13. septembra. Cabral se je uspešno pogajal z Zamorinom (naslov vladarja Calicuta) in pridobil dovoljenje za ustanovitev tovarne in skladišča. V upanju na nadaljnje izboljšanje odnosov je Cabral na zahtevo Zamorina poslal svoje ljudi na več vojaških misij. 16. ali 17. decembra je tovarna utrpela nenaden napad približno 300 (po drugih poročilih morda kar nekaj tisoč) Arabcev in Indijcev. Kljub obupni obrambi samostrelcev je bilo ubitih več kot 50 Portugalcev. Preostali branilci so se umaknili na ladje, nekateri s plavanjem. Cabral je mislil, da je bil napad posledica nepooblaščenega hujskanja ljubosumnih arabskih trgovcev, kar 24 ur je čakal na pojasnilo vladarja Calicuta, vendar opravičila ni bilo.
Portugalci so bili ogorčeni zaradi napada na tovarno in smrti svojih tovarišev in so zasegli deset arabskih trgovskih ladij, ki so bile zasidrane v pristanišču. Približno 600 članov njihovih posadk je bilo ubitih, tovor pa zaplenjen, preden so trgovce zažgali. Cabral je prav tako ukazal svojim ladjam, naj cel dan bombardirajo Calicut v maščevanje za kršitev sporazuma. Za pokol so deloma krivili portugalsko sovraštvo do muslimanov, ki se je razvilo v stoletjih konfliktov z Mavri na Iberskem polotoku in v Severni Afriki. Poleg tega so bili Portugalci odločeni prevladati v trgovini z začimbami in niso imeli namena dovoliti razcveta konkurence. Arabci prav tako niso želeli dovoliti Portugalcem, da zlomijo njihov monopol nad dostopom do začimb. Portugalci so vztrajali pri prednostni obravnavi v vseh vidikih trgovine. Pismo kralja Manuela I., ki ga je Cabral prinesel vladarju Calicuta in so ga prevedli vladarjevi arabski tolmači, je zahtevalo izključitev arabskih trgovcev. Arabski trgovci so verjeli, da bodo kmalu izgubili svoje trgovske priložnosti in sredstva za preživetje in so poskušali nagovoriti Zamorina proti Portugalcem. Portugalci in Arabci so bili zelo nezaupljivi do vsakega dejanja drug drugega.
Zgodovinar William Greenlee je trdil, da so se Portugalci zavedali, da »jih je malo in da bodo tisti, ki bodo v prihodnjih flotah prišli v Indijo, vedno v številčno slabšem položaju; zato je treba to izdajo kaznovati na tako odločen način, da Portugalcev bi se v prihodnosti bali in jih spoštovali. Njihova vrhunska artilerija jim je omogočila, da dosežejo ta cilj. Tako so ustvarili precedens za diplomacijo s topovnjačami, ki so jih evropske sile uporabljale v Aziji v naslednjih stoletjih.

### Vrnitev v Evropo
Opozorila v poročilih s potovanja Vasca da Game v Indijo so spodbudila kralja Manuela I., da je Cabrala seznanil z drugim pristaniščem južno od Calicuta, kjer bi prav tako lahko trgoval. To mesto je bilo Kočin in flota je izplula in ga dosegla 24. decembra. Kočin je bil nominalno vazal Calicuta, poleg tega pa so mu vladala druga indijska mesta. Kočin si je želel doseči neodvisnost, Portugalci pa so bili pripravljeni izkoristiti indijsko neenotnost za dosego svojih ciljev. Ta taktika je sčasoma zagotovila portugalski hegemonijo nad regijo. Cabral je sklenil zavezništvo s Kočinovim vladarjem, pa tudi z vladarji drugih indijskih mest, in uspel je ustanoviti tovarno. Končno je ladjevje, natovorjeno z dragocenimi začimbami, odšlo v Kannur za nadaljnjo trgovino, preden se je 16. januarja 1501 odpravilo na povratno potovanje na Portugalsko.
Odprava je odplula proti vzhodni obali Afrike. Ena od ladij je nasedla na peščeni gredi in plovilo se je začela potapljati. Ker na drugih ladjah ni bilo prostora, se je njen tovor izgubil in Cabral je ukazal zažgati ladjo. Flota je nato nadaljevala do otoka Mozambik (severovzhodno od Sofale), da bi prevzela zaloge in pripravila ladje za naporen prehod okoli Rta dobrega upanja. Ena karavela je bila poslana v Sofalo - še en cilj odprave. Druga karavela, ki je veljala za najhitrejšo ladjo v floti in jo je vodil Nicolau Coelho, je bila poslana naprej, da bi kralja vnaprej obvestila o uspehu potovanja. Tretje plovilo, ki mu je poveljeval Pedro de Ataíde, se je ločilo od flote po odhodu iz Mozambika.
22. maja je flota – zdaj zmanjšana na samo dve ladji – obkrožila Rt dobrega upanja. V Beseguiche (zdaj Dakar, blizu Zelenortskih otokov) so prispeli 2. junija. Tam niso našli le karavele Nicolaua Coelha, ampak tudi nau, katerega kapitan je bil Diogo Dias, ki je bil izgubljen več kot eno leto po katastrofi v južnem Atlantiku. Ladja nau je doživela več lastnih dogodivščin in je bila zdaj v slabem stanju s samo sedmimi bolnimi in podhranjenimi možmi na krovu — eden od njih je bil tako šibek, da je umrl od sreče, ko je znova videl svoje tovariše. Drugo portugalsko ladjevje je bilo prav tako zasidrano v Beseguicheju. Ko so Manuelu I. povedali za odkritje današnje Brazilije, je poslal drugo in manjšo floto, da jo razišče. Eden od njegovih navigatorjev je bil Amerigo Vespucci (po katerem bi se imenovala Amerika), ki je Cabralu povedal o svojem raziskovanju in potrdil, da je res pristal na celi celini in ne le na otoku.
Karavela Nicolaua Coelha je najprej odplula iz Beseguiche in prispela na Portugalsko 23. junija 1501. Cabral je ostal in čakal na pogrešano ladjo Pedra de Ataídeja in na karavelo, ki je bila poslana v Sofalo. Oba sta se na koncu pojavila in Cabral je prispel na Portugalsko 21. julija 1501, ostale ladje pa so se vrnile domov v naslednjih dneh. Dve ladji sta se vrnili prazni, pet jih je bilo polno natovorjenih, šest pa izgubljenih. Kljub vsemu je tovor, ki ga je prevažala flota, vrnil do 800 % dobička portugalski kroni. Po prodaji je izkupiček pokril izdatke za opremljanje flote, pokril stroške izgubljenih plovil in obračunal dobiček, ki je sam presegel skupno vsoto teh stroškov. »Neomajen zaradi izgub brez primere, ki jih je utrpel«, trdi zgodovinar James McClymont, ko je Cabral »dosegel vzhodnoafriško obalo, pospešeno izpolnjeval nalogo, ki mu je bila dodeljena, in je lahko navdihnil preživele častnike in moške s podobnim pogumom«. »Le malo potovanj v Brazilijo in Indijo je bilo tako dobro izvedenih kot Cabralovo«, je potrdil zgodovinar Bailey Diffie, ki je postavil pot, ki je vodila do takojšnjega začetka »portugalskega pomorskega imperija od Afrike do Daljni vzhod« in na koncu v »kopenski imperij v Braziliji«.

## Kasnejša leta in smrt
Po Cabralovi vrnitvi je kralj Manuel I. začel načrtovati drugo floto, ki bi odpotovala v Indijo in se maščevala za portugalske izgube v Calicutu. Cabral je bil izbran za poveljnika te 'maščevalne flote', kot so jo imenovali. Osem mesecev se je Cabral pripravljal, toda iz razlogov, ki ostajajo nejasni, je bil razrešen poveljstva. Očitno je bilo predlagano, da bi drugemu navigatorju, Vicenteju Sodréju, podelili neodvisno poveljstvo nad delom flote, čemur je Cabral močno nasprotoval. Ne glede na to, ali je bil odpuščen ali je sam zahteval, da ga razrešijo poveljstva, je bil rezultat, da je flota odplula marca 1502, njen poveljnik pa Vasco da Gama – materin nečak Vicenteja Sodréja – in ne Cabral. Znano je, da se je razvila sovražnost med frakcijo, ki podpira da Gamo, in drugo, ki je podpirala Cabrala. V nekem trenutku je Cabral dokončno zapustil dvor. Kralj je bil zaradi spora zelo razdražen, do te mere, da bi lahko omemba zadeve v njegovi navzočnosti povzročila izgon, kot se je zgodilo enemu od da Gaminih podpornikov.
Kljub izgubi naklonjenosti pri Manuelu I. se je Cabral uspel leta 1503 ugodno poročiti z Dono (gospo) Isabel de Castro, bogato plemkinjo in potomko kralja Dom Fernanda I. Portugalskega. Njena mati je bila sestra Afonsa de Albuquerqueja, enega največjih portugalskih vojskovodij v dobi odkritij. Par je imel vsaj štiri otroke: dva fanta (Fernão Álvares Cabral in António Cabral) in dve deklici (Catarina de Castro in Guiomar de Castro). Obstajali sta še dve hčerki, imenovani Isabel in Leonor po drugih virih, ki prav tako pravijo, da so se Guiomar, Isabel in Leonor pridružile verskim redom. Afonso de Albuquerque je poskušal posredovati v Cabralovem imenu in 2. decembra 1514 prosil Manuela I., naj mu odpusti in dovoli vrnitev na dvor, vendar brez uspeha.
Ker je Cabral od svojega potovanja trpel za ponavljajočo se vročino in tremorjem (verjetno malarijo), se je leta 1509 umaknil v Santarém. Tam je preživel preostala leta. O njegovih dejavnostih v tem času so na voljo le pomanjkljivi podatki. Glede na kraljevo pismo z dne 17. decembra 1509 je bil Cabral stranka v sporu glede transakcije v zvezi z lastnino, ki je pripadala njemu. Drugo pismo iz istega leta poroča, da naj bi prejel določene privilegije za nerazkrito vojaško službo. Leta 1518 ali morda prej je bil v kraljevem svetu povišan iz fidalga v viteza in je bil upravičen do mesečnega nadomestila v višini 2437 realov. To je bilo poleg letnega nadomestila, ki mu je bilo dodeljeno leta 1497 in se je še vedno izplačevalo. Cabral je umrl iz neznanih vzrokov, najverjetneje leta 1520. Pokopan je bil v kapeli São João Evangelista samostana Convento da Graça v Santarému.

## Zapuščina

### Posmrtna rehabilitacija
Prvo stalno portugalsko naselje v deželi, ki je postala Brazilija, je bil São Vicente, ki ga je leta 1532 ustanovil Martim Afonso de Sousa. Ko so leta minevala, so Portugalci počasi širili svoje meje proti zahodu in osvojili več ozemelj tako avtohtonih Američanov kot Špancev. Brazilija je do leta 1750 zavarovala večino svojih današnjih meja, Portugalska pa jo je imela za najpomembnejši del svojega obsežnega pomorskega imperija. 7. septembra 1822 je dedič portugalskega kralja Dom Ivan VI. zagotovil neodvisnost Brazilije od Portugalske in kot Dom Peter I. postal njen prvi cesar.
Cabralovo odkritje in celo njegovo počivališče v deželi njegovega rojstva je bilo skoraj popolnoma pozabljeno v razponu skoraj 300 let od njegove odprave. To se je začelo spreminjati v 1840-ih, ko je cesar Dom Peter II. Brazilski, naslednik in sin Petra I., sponzoriral raziskave in publikacije o Cabralovem življenju in ekspediciji prek brazilskega zgodovinskega in geografskega inštituta. To je bil del cesarjevega ambicioznega večjega načrta za spodbujanje in krepitev občutka nacionalizma med raznolikimi brazilskimi državljani – dajanje skupne identitete in zgodovine prebivalcem edinstvenega portugalsko govorečega imperija, obdanega s špansko-ameriškimi republikami. Začetno ponovno zanimanje za Cabrala je bilo posledica ponovnega odkritja njegovega počivališča leta 1839 s strani brazilskega zgodovinarja Francisca Adolfa de Varnhagena (kasneje vikonta Porto Segura). Popolnoma zanemarjeno stanje, v katerem so našli Cabralovo grobnico, je skoraj povzročilo diplomatsko krizo med Brazilijo in Portugalsko – slednji je takrat vladala najstarejša sestra Petra II., Maria II. Portugalska.
Leta 1871 je brazilski cesar – takrat na potovanju po Evropi – obiskal Cabralov grob in predlagal ekshumacijo za znanstveno študijo, ki je bila izvedena leta 1882. Pri drugi ekshumaciji leta 1896 je bilo dovoljeno odstraniti žaro z zemljo in delci kosti. Čeprav njegovi posmrtni ostanki še vedno ležijo na Portugalskem, so žaro 30. decembra 1903 nazadnje prinesli v staro stolnico v Rio de Janeiru v Braziliji. Cabral je od takrat postal narodni heroj v Braziliji. Na Portugalskem pa ga je precej zasenčil njegov tekmec Vasco da Gama. Zgodovinar William Greenlee je trdil, da je Cabralovo raziskovanje pomembno »ne le zaradi njegovega položaja v zgodovini geografije, temveč zaradi vpliva na zgodovino in ekonomijo tistega obdobja«. Čeprav priznava, da je bilo malo potovanj »večjega pomena za zanamce«, pravi tudi, da »je bilo nekaj manj cenjenih v svojem času«. Kljub temu je zgodovinar James McClymont potrdil, da je »Cabralov položaj v zgodovini portugalskega osvajanja in odkritje je neizterljivo kljub nadvladi večjih ali bolj srečnih ljudi«. Zaključil je, da bo Cabral »v zgodovini vedno ostal v spominu kot glavni, če ne prvi odkritelj Brazilije.«

### Hipoteza namernega odkritja
Polemika, ki že več kot stoletje zaposluje znanstvenike, se nanaša na to, ali je bilo Cabralovo odkritje naključno ali namerno. Slednje bi pomenilo, da so Portugalci vsaj sumili, da obstaja dežela na zahodu. To vprašanje je prvič načel cesar Peter II. leta 1854 na seji brazilskega zgodovinskega in geografskega inštituta, ko je vprašal, ali je bilo odkritje morda namerno.
Do konference leta 1854 je bila splošno razširjena domneva, da je bilo odkritje nesreča. Zgodnja dela na to temo so podpirala to stališče, vključno s História do Descobrimento e Conquista da Índia (Zgodovina odkritja in osvajanja Indije, objavljena leta 1541) Fernão Lopesa de Castanhede, Décadas da Ásia (Desetletja Azije, 1552) Joãoja de Barros, Crônicas do Felicíssimo Rei D. Manuel (Kronike najsrečnejšega D. Manuela, 1558) Damião de Góis, Lendas da Índia (Legende Indije, 1561) Gaspar Correia, História do Brasil (Zgodovina Brazilije), 1627) patra Vicenteja do Salvadorja in História da América Portuguesa (Zgodovina portugalske Amerike, 1730) Sebastiãa da Rocha Pita.
Prvo delo, ki je zagovarjalo idejo intencionalnosti, je leta 1854 objavil Joaquim Noberto de Sousa e Silva, potem ko je razpravo začel Peter II. Od takrat se je temu mnenju pridružilo več učenjakov, vključno s Franciscom Adolfo de Varnhagen, Capistrano de Abreu, Pedro Calmon, Fábio Ramos in Mário Barata. Zgodovinar Hélio Vianna je potrdil, da »čeprav obstajajo znaki namernosti« v Cabralovem odkritju, »ki temelji predvsem na vedenju ali predhodnem sumu o obstoju dežel na robu južnega Atlantika«, ni neizpodbitnih dokazov, ki bi to podprli. Tega mnenja je tudi zgodovinar Thomas Skidmore. Zgodovinar Charles R. Boxer meni, da je razprava o tem, ali je šlo za namerno potovanje za odkritje ali ne, 'nepomembna'. Zgodovinar Anthony Smith zaključuje, da nasprotujoče si trditve »verjetno nikoli ne bodo razrešene«.
- Spomenik Cabralu, Lizbona
- Spomenik Cabralu, Brazilija